# Saúl Crespo Prieto
Saúl Crespo Prieto (Ponferrada, León, 23 de julio de 1996), también conocido como Saúl, es un futbolista español. Juega de centrocampista y equipo es el Sporting Club East Bengal de la Superliga de India.

## Trayectoria
Formado en las categorías inferiores de la S. D. Ponferradina, en verano de 2015 llegó cedido al Atlético Astorga para competir en la Segunda División B, con el que participó en 25 partidos en los que anotó un gol. Durante esta cesión renovó su contrato hasta 2018. En la temporada siguiente, la 2016-17, milito en el Arandina C. F., teniendo minutos en 36 encuentros.
En verano de 2017 regresó a la S. D. Ponferradina y jugó 32 partidos antes de renovar al final de curso. El 18 de agosto de 2019, tras haber ascendido a Segunda División, debutó en la categoría de plata en una derrota por tres goles a uno frente al Cádiz C. F.
Abandonó el conjunto berciano al término de la temporada 2021-22, y el 7 de julio de 2022, firmó por el Odisha F. C. de la Superliga de India.
El 18 de junio de 2023, firma por el Sporting Club East Bengal de la Superliga de India.

## Clubes
| Club                      | País   | Año       |
| ------------------------- | ------ | --------- |
| S. D. Ponferradina "B"    | España | ¿?-2015   |
| Atlético Astorga          | España | 2015-2016 |
| S. D. Ponferradina        | España | 2016      |
| Arandina C. F.            | España | 2016-2017 |
| S. D. Ponferradina        | España | 2017-2022 |
| Odisha F. C.              | India  | 2022-2023 |
| Sporting Club East Bengal | India  | 2023-     |